# Ministerium für Umwelt, Naturschutz und Verkehr des Landes Nordrhein-Westfalen

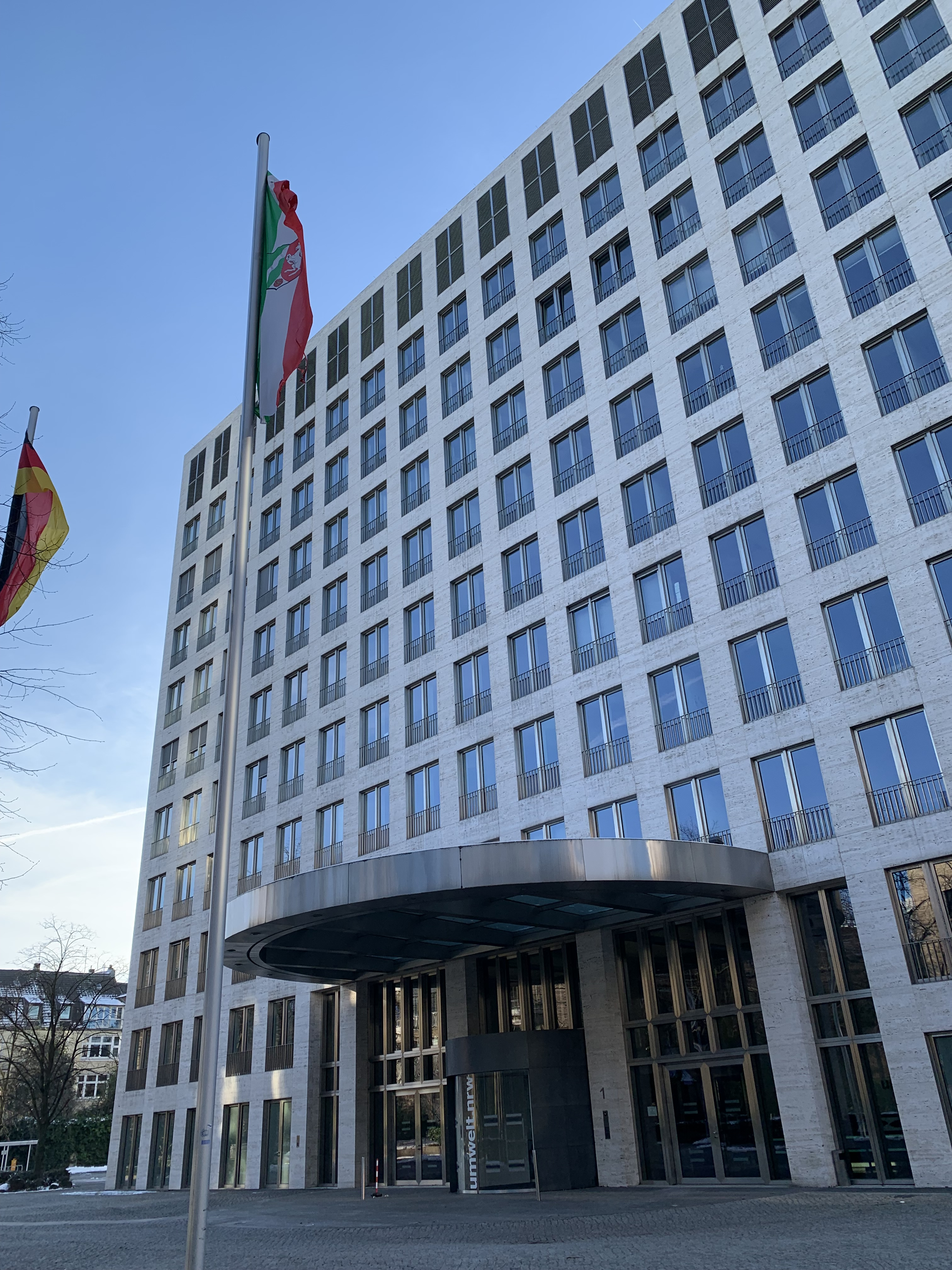
Sitz des Ministeriums in Düsseldorf

Das Ministerium für Umwelt, Naturschutz und Verkehr des Landes Nordrhein-Westfalen (Kurzform: MUNV NRW) ist eines der zwölf Ministerien des Landes Nordrhein-Westfalen.

## Sitz
Das Ministerium hat seinen Sitz in Düsseldorf am Emilie-Preyer-Platz 1, dem östlichen Nachbargebäude des Ehrenhofs. Zuvor war es in der Schwannstraße am Kennedydamm angesiedelt.

## Leitung

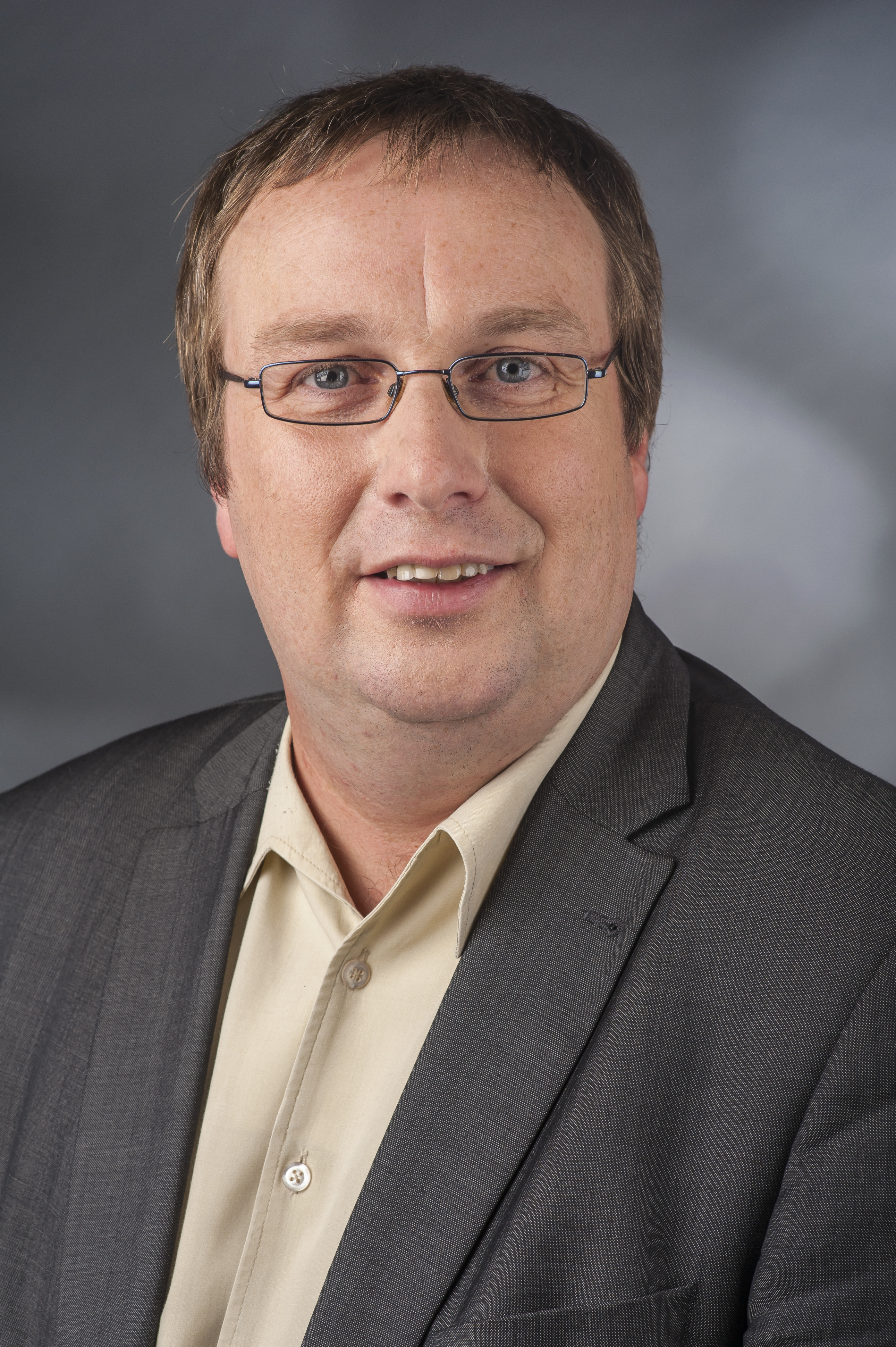
Oliver Krischer (Bündnis 90/Die Grünen), Minister für Umwelt, Naturschutz und Verkehr des Landes Nordrhein-Westfalen seit 2022

Seit dem 29. Juni 2022 ist Oliver Krischer (Bündnis 90/Die Grünen) Minister für Umwelt, Naturschutz und Verkehr des Landes Nordrhein-Westfalen. Staatssekretär ist Viktor Haase (ebenfalls Bündnis 90/Die Grünen), der als Amtschef die Schnittstelle zwischen den politischen Organen und der nicht-politischen Beamtenschaft bzw. den Tarifbeschäftigten des Ressorts bildet.

## Geschichte
Ein nur für Verkehr zuständiges Ministerium wurde mit Antritt der ersten Landesregierung Nordrhein-Westfalens am 29. August 1946 gegründet – neben den Ministerien für Inneres, Justiz, Finanzen, Kultus, Landwirtschaft, Wirtschaft sowie den damals getrennten Ministerien für Arbeit und für Soziales und einem Ministerium für Wiederaufbau. Bereits ab 1950 wurde unter Ministerpräsident Arnold das Verkehrs- mit dem Wirtschaftsministerium zu einem Ministerium für Wirtschaft und Verkehr verschmolzen (siehe Kabinett Arnold II). In dieser Zeit wurde der Verkehr vom Wirtschaftsministerium mitbetreut.
Erst 1985, mit Antritt des Kabinetts Rau III, wurde wieder ein eigenständiges, vom Wirtschaftsministerium losgelöstes Verkehrsministerium geschaffen, das sich neben dem Verkehr auch um die Bereiche Stadtentwicklung und Wohnen kümmerte. Gleichzeitig erhielt das Landwirtschaftsministerium erstmals eine explizite Zuständigkeit für das Ressort "Umwelt". 1995 wurde das Verkehrsministerium erneut mit dem Wirtschaftsministerium vereinigt, die Stadtentwicklung wurde dem Ministerium für Stadtentwicklung, Kultur und Sport übertragen. 2002 wurde unter Ministerpräsident Steinbrück der Verkehr erneut vom Wirtschaftsministerium losgelöst, es entstand ein Ministerium für Verkehr, Energie und Landesplanung (siehe Kabinett Steinbrück). 2005 blieb unter Jürgen Rüttgers das Verkehrsministerium eigenständig, aber mit neuer Zuständigkeit für das Bauen statt für Energie (siehe Kabinett Rüttgers).
Als 2010 die SPD an die Macht zurückkehrte, kreierte Hannelore Kraft ein Superministerium für Wirtschaft, Energie, Bauen, Wohnen und Verkehr. Das Verkehrsressort verlor in der ersten Kraft-Regierung erneut für zwei Jahre seine Eigenständigkeit, bis es unter der zweiten Kraft-Regierung 2012 erneut als Ministerium für Bauen, Wohnen, Stadtentwicklung und Verkehr vom Wirtschaftsministerium unabhängig wurde. Mit der Verbindung von Bauen und Verkehr stellte die rot-grüne Landesregierung die Zuständigkeiten wie unter der schwarz-gelben Landesregierung von 2005 bis 2010 wieder her.
Mit der Regierungsübernahme des Kabinetts Laschet 2017 blieb nicht nur die Eigenständigkeit erhalten, erstmals wurde wie nach dem Krieg wieder ein Ministerium hergestellt, das sich ausschließlich mit der Thematik Verkehr befasste, nachdem die Zuständigkeit für das Bauen in das neu geschaffene Ministerium für Heimat, Kommunales, Bau und Gleichstellung des Landes Nordrhein-Westfalen wechselte.
Im Zuge der Bildung der schwarz-grünen Koalition unter Hendrik Wüst 2022 wechselte die Zuständigkeit für Umwelt und Naturschutz aus dem Landwirtschaftsministerium in das Verkehrsressort.

## Organisation des Ministeriums
Stand Februar 2023 umfasste das Ministerium insgesamt neun Abteilungen:
- Abteilung I. Personal, Organisation, Haushalt
- Abteilung II. Luftverkehr
- Abteilung III. Naturschutz
- Abteilung IV. Wasserwirtschaft und Bodenschutz
- Abteilung V. Immissionsschutz, Umwelt und Gesundheit, Gentechnik
- Abteilung VI. Straßeninfrastruktur und Straßenverkehr
- Abteilung VII. Mobilität der Zukunft, Radverkehr, ÖPNV
- Abteilung VIII. Nachhaltige Entwicklung, Klimawandel, Circular Economy, Transformation
- Abteilung IX. Service, Vergabe, E-Government

## Aufgaben des Ministeriums
Das Ministerium formulierte seine Aufgaben wie folgt:
Zu den Aufgaben gehört es, die Straßen, Schienen, Wasserwege und Flughäfen sowie Städte und Wohnraum des Landes zu pflegen, zu erhalten und weiter zu entwickeln.
Dazu gehört auch die Aufsicht über den Landesbetrieb Straßenbau NRW (Straßen.NRW). Er bildet den nachgeordneten Bereich des Ministeriums.